# Deraeocoris fenestratus
Deraeocoris fenestratus är en insektsart som först beskrevs av Van Duzee 1917.  Deraeocoris fenestratus ingår i släktet Deraeocoris och familjen ängsskinnbaggar. Inga underarter finns listade i Catalogue of Life.